# トリニダード (軽巡洋艦)
|          | |
| 艦歴     | |
| 発注     | |
| 起工     | 1938年4月21日 |
| 進水     | 1941年3月21日 |
| 就役     | 1941年10月14日 |
| 退役     | |
| その後   | 1942年5月15日に雷撃処分 |
| 除籍     | |
| 性能諸元 | |
| 排水量   | 8,000トン |
| 全長     | 169.3 m (555.5 ft) |
| 全幅     | 18.9 m (62 ft) |
| 吃水     | 5.0 m (16.5 ft) |
| 機関     | アドミラリティ式三胴型重油専焼水管缶 4基 パーソンズ式ギアード・タービン 4基 4軸推進、(72,500 shp)                                                                     |
| 最大速力 | 33ノット |
| 航続距離 | 15ノットで7,400海里 |
| 燃料     | 重油 1,700トン |
| 乗員     | 907名 |
| 兵装     | 50口径6インチ3連装砲 4基 45口径4インチ連装砲 4基 ボフォース40mm連装対空機関砲 4基 20mm連装対空機関砲 6基 40口径2ポンド4連装ポムポム砲 2基 21インチ3連装魚雷発射管 2基 |
| 艦載機   | スーパーマリン ウォーラス2機 |

トリニダード (HMS Trinidad, 46) はイギリス海軍の軽巡洋艦。フィジー級。

## 艦歴
「トリニダード」は1938年4月21日にデヴォンポート造船所で起工。1940年3月21日進水。1941年10月14日竣工。
就役後本国艦隊に加わる。
1942年1月PQ8船団およびQP6船団の護衛に従事。
3月22日、PQ13船団護衛のためアイスランドのSeidisfiordから出撃。29日、ドイツ駆逐艦「Z24」、「Z25」、「Z26」と交戦。砲撃で2隻に損害を与えたが、Z26に発射した3本の魚雷のうち1本が、故障のため自艦に命中し損傷。30日、目的地のムルマンスクに到着し応急修理を受ける。
5月13日、駆逐艦「ソマリ」、「マッチレス」、「フォアサイト」、「フォレスター」に護衛されて、本国へ向けムルマンスクから出航する。14日、バレンツ海でドイツ軍機の空襲により被弾し火災が発生する。15日、火災が消火不能となり、駆逐艦「マッチレス」から魚雷3本が打ち込まれ処分される。